# Reto Götschi
Reto Götschi, född den 25 december 1965 i Hausen am Albis, Schweiz, är en schweizisk bobåkare.
Han tog OS-silver i herrarnas tvåmanna i samband med de olympiska bobtävlingarna 1994 i Lillehammer.